# Rivière Saseginaga
Rivière Saseginaga är ett vattendrag i Kanada.   Det ligger i provinsen Québec, i den sydöstra delen av landet, 300 km nordväst om huvudstaden Ottawa. Rivière Saseginaga ligger vid sjön Lac Ostaboningue.
Trakten runt Rivière Saseginaga är nära nog obefolkad, med mindre än två invånare per kvadratkilometer.